# TATA SFC-407
TATA SFC-407 — індійський малотонажний вантажний автомобіль виробництва Tata Motors.
Загальна вага автомобіля 5300-5600 кг з 2000 кг спорядженого, конструкція схожа на моделі Mercedes-Benz 30-річної давності. Оснащений 3-літровим турбодизелем TATA 497 SP потужністю 75 кінських сил, який відповідає стандартам Євро-2, вантажівка має односмугові колеса, жорстку балку-ресорну підвіску та встановлену на двигун кабіну, взяту з Hanomag F-Series 1967 року.

## Двигуни
- 3.0L 4SP I4 diesel
- 3.0L Dicor I4 diesel